# Tom Ziegler
Tom Ziegler (* 3. September 1945 in Kopenhagen; † 24. März 2015) war ein dänisch-kanadischer theoretischer Chemiker (Quantenchemie).
Ziegler studierte an der  Universität Kopenhagen und wurde dort 1972 in theoretischer Chemie promoviert. Außerdem promovierte er 1978 an der University of Calgary. Er war ab 1986 Professor für Theoretische Chemie an der University of Calgary, ab 1993 mit einer vollen Professur. 1996 bis 1999 war er Killam Professor und ab 2001 hatte er einen Canada Research Chair.
Er ist bekannt für Beiträge zur Dichtefunktionaltheorie (DFT), insbesondere der Entwicklung des Amsterdam Density Functional (ADF) mit Evert Jan Baerends. Er wandte diese besonders auf angeregte Zustände an und in der metallorganischen Chemie (Chemie von Übergangsmetall-Komplexen, Katalyse). Bekannt wurde er für seine Behandlung der Olefin-Polymerisation mit  homogener Katalyse, er behandelte aber auch andere Prozesse der industriellen Chemie wie Funktionalisierung von Kohlenwasserstoffen. Er bewies damit die praktische Anwendbarkeit der DFT. Außerdem befasste er sich mit theoretischer Spektroskopie.
In der DFT entwickelte er unter anderem Methoden zur Berechnung von Energiegradienten in der geometrischen Optimierung und behandelte relativistische Effekte zum Beispiel bei der Berechnung chemischer Verschiebungen für NMR.
2004 erhielt er die Schrödinger Medal. Er war Mitglied der International Academy of Quantum Molecular Science und der Königlich Dänischen Akademie der Wissenschaften und Fellow der Royal Society of Canada.
Er starb 2015, als er als Humboldt-Forschungspreisträger an der Universität Bonn (Mulliken Center) war. Er war seit 2012 regelmäßig am Mulliken Center.

## Schriften
- mit G. Te Velde,  F. Matthias Bickelhaupt, C. Fonseca Guerra, Stan J.A. van Gisbergen, Jaap G. Snijders, Jan Evert Baerends: Chemistry with ADF, Journal of Computational Chemistry, Band  22, 2001, S. 931–967 (Die Arbeit ist ein Citation Classic)